# Waterboys
Pour les articles homonymes, voir Waterboy (homonymie).
Pour plus de détails, voir Fiche technique et Distribution.
Waterboys (ウォーターボーイズ) est un film japonais réalisé par Shinobu Yaguchi, sorti le 7 septembre 2001.

## Synopsis
L'équipe de natation masculine du lycée Tadano est dissoute. Suzuki en est le seul membre restant. L'arrivée d'une nouvelle et très jolie entraîneuse va rapidement voir accourir de nouvelles recrues. Mais à la suite d'une série de quiproquos, les étudiants ne découvriront que bien trop tard qu'ils sont partis pour faire de la natation synchronisée. Discipline habituellement réservée aux filles ...

## Fiche technique
- Titre : Waterboys
- Titre original : Waterboys
- Réalisation : Shinobu Yaguchi
- Scénario : Shinobu Yaguchi
- Production : Yoshino Sasaki, Daisuke Sekiguchi et Akifumi Takuma
- Musique : Kakuji Matsuda
- Photographie : Yuichi Nagata et Shinobu Yaguchi
- Montage : Ryuji Miyajima
- Pays d'origine : Japon
- Format : Couleurs - 1,85:1 - Dolby Digital - 35 mm
- Genre : Comédie
- Durée : 90 minutes
- Dates de sortie : 7 septembre 2001 (festival du film de Toronto, Canada), 15 septembre 2001 (Japon)

## Distribution
- Satoshi Tsumabuki : Suzuki
- Hiroshi Tamaki : Sato
- Akifumi Miura : Ohta
- Koen Kondo : Kanazawa
- Takatoshi Kaneko : Saotome
- Aya Hirayama : Shizuko Kiuchi
- Kaori Manabe : Mrs. Sakuma
- Takashi Kawamura : Ikeuchi
- Hiroshi Matsunaga : Mochizuki
- Yûya Nishikawa : Sakamoto
- Katsuyuki Yamazaki : Yama-chan
- Taiyô Sugiura : Taiyô
- Koutarou Tanaka : Koutarou
- Makoto Ishihara : Makoto
- Naoshi Saitô : Naoshi

## Autour du film
- Irresistiblement, chanson de Sylvie Vartan, est jouée durant une scène importante du film

.
- Trois ans après Waterboys et sa bande de garçons, le cinéaste réalisera Swing Girls, mettant cette fois-ci en scène une bande de filles.

## Récompenses
- Nominations pour le prix du meilleur acteur (Satoshi Tsumabuki), meilleur réalisateur, meilleur montage (Ryuji Miyajima), meilleur film, meilleur scénario et meilleur son (Hiromichi Kori), lors des Awards of the Japanese Academy 2002.
- Prix de la meilleure musique lors des Awards of the Japanese Academy 2002.
- Prix spécial lors des Japanese Professional Movie Awards 2002.

## Voir également
- 2003 : Water Boys. Série télévisée en 11 épisodes, diffusée sur Fuji TV du 1er juillet au 9 septembre 2003.
- 2004 : Water Boys 2. Série télévisée en 12 épisodes, diffusée sur Fuji TV du 6 juillet au 21 septembre 2004.